# Super Mario Land
Super Mario Land je pološinovka z roku 1989 pro přenosnou herní konzoli Game Boy. Byla vyvinutá a vydaná společností Nintendo jako čtvrtý titul v sérii her Super Mario. Jednalo se o první hru společně se hrou Tetris pro tuto konzoli.
Oproti předchozím dílům série se hra odehrává ve Sarasalandu, v království, kde vládne princezna Daisy. Úkolem hlavního hrdiny, italského instalatéra Maria, je zachránit princeznu Daisy před zlým mimozemšťanem Tatangou.
Hratelností je Super Mario Land podobná předchozím hrám ze série. Úkolem hráče je dostat se přes 12 úrovní překonáváním plošin a vyhýbáním se nepřátelům. Hra má 5 bossů jménem King Totomesu, Dragonzamasu, Hiyoihoi, Biokinton a Tatanga.